# Festa de Nossa Senhora da Candelária de Indaiatuba
A Festa de Nossa Senhora da Candelária, em Indaiatuba, é um dos eventos religiosos mais significativos da região e remonta ao surgimento da própria cidade de Indaiatuba. Ela é realizada anualmente, iniciando-se em janeiro e culminando com o dia da padroeira, dois de fevereiro, podendo se estender por cerca de duas semanas.

Coroação de Nossa Senhora da Candelária

Reunindo cerca de 10 mil visitantes a cada edição, a festa conta com diversas categorias de atividades, de caráter religioso e social. Além disso, reúne diferentes gerações de cidadãos indaiatubanos, que atuam conjuntamente, em  caráter voluntário, para a realização das inúmeras atividades envolvidas.

## A devoção
A devoção a Nossa Senhora da Candelária, uma das diversas denominações da Virgem Maria, tem seus principais fiéis entre portugueses e brasileiros, embora tenha se originado nas Ilhas Canárias, pertencentes à Espanha.
À Indaiatuba, a devoção a atual padroeira parece ter chegado por intermédio de Joaquim Gonçalves Bicudo, protetor da capela ao redor da qual se erigiu a cidade ainda na primeira década do século XIX. Duas décadas mais tarde, em 09 de Dezembro de 1830, durante o bispado de Dom Manoel Joaquim Gonçalves de Andrade, é criada a paróquia de Nossa Senhora da Candelária, juntamente com a Freguesia de Indaiatuba.

## Histórico
As festas em louvor a Nossa Senhora da Candelária em Indaiatuba tem sua origem associada ao próprio nascimento da cidade. Já em 1838 há registros da realização da festa por meio de recursos deixados em testamento pelo alferes Joaquim Gonçalves Bicudo, um dos primeiros habitantes do que viria a ser o município de Indaiatuba. Outros registros, do final do século XIX, indicam que já naquela época a festa adquire uma importância cultural significativa na região, atraindo, inclusive, fiéis de outras freguesias.

## A festa hoje
As festividades em honra a Nossa Senhora da Candelária na cidade de Indaiatuba tem como ápice o dia dedicado a ela: 02 de fevereiro. A data simboliza a apresentação de Jesus no Templo, costume entre os judeus, é relatado na Bíblia em Lucas 2:22–40. Elas constam de um conjunto de eventos, de caráter religioso, cultural e social, cujo objetivo é homenagear a padroeira da cidade.
A organização da festa conta com trabalho de representantes de todas as comunidades vinculadas à Paróquia de Nossa Senhora da Candelária, onze no total, até maio e 2014. O total de voluntários fica em torno de mil pessoas e envolve diferentes gerações. Entre os voluntários, estão os diferentes grupos da Paróquia: Pastorais, Encontro de Casais com Cristo (ECC), Treinamento de Liderança Cristã (TLC), entre outros, cada um responsável pela execução de uma atividade. Sua preparação, em geral, inicia-se em agosto do ano anterior.

## Aspectos religiosos
O calendário religioso da Festa de Nossa Senhora da
Candelária prolonga-se ao longo de todo o mês, sendo marcado por alguns eventos
principais:
- Missa de abertura: envolve todos os colaboradores, e tem como principal objetivo sensibilizar o grupo em relação ao

direcionamento das ações a serem adotadas durante as festividades.
- Missa dos enfermos: conta com uma grande estrutura (ambulância, médicos, enfermeiros) para receber os fiéis que estejam com alguma enfermidade.

- Missa das famílias: busca reunir as famílias da comunidade.

- Missa das gestantes: tem como simbologia a maternidade de Maria. Durante a missa são arrecadados produtos para bebês, que são doados às mães carentes.

- Novena: inicia-se nove dias antes do dia dois de fevereiro. Seu objetivo é preparar espiritualmente a comunidade para a

celebração do dia de Nossa Senhora da Candelária.
- Missa sertaneja: busca a ligação com o homem do campo. Após a missa ocorre o tradicional leilão de gado, realizado por meio de doações de moradores locais.

- Coroação de Nossa Senhora da Candelária pelas crianças: simboliza a aceitação de Maria como a mãe-rainha da humanidade.

- Procissão das velas: ocorre às cinco da manhã. Os fiéis percorrem o trajeto carregando velas que acompanham a imagem da padroeira. Simboliza a mãe de Jesus carregando a luz do mundo.

- Missa solene: no dia dois de fevereiro. Marca oficialmente a comemoração em honra da padroeira da cidade. A data é feriado municipal e, em geral, a missa é presidida pelo Arcebispo Metropolitano de CampinaS

Procissão de Nossa Senhora da Candelária

## Aspectos culturais
As atividades culturais ligadas às comemorações de Nossa
Senhora da Candelária fazem parte da quermesse, propriamente dita.
Relacionam-se a um conjunto de ações, de caráter festivo, que visam à
integração dos participantes. A festa tem um caráter tipicamente familiar, e
envolve grupos de diferentes regiões da cidade e, inclusive, de municípios
vizinhos. Algumas barracas já são tradicionais, como a da pizza, do frango
assado e do lanche de linguiça. Além delas, a festa conta ainda com barracas de
doces, churrasco, pastel e bebidas. O trabalho nas barracas é realizado
integralmente por voluntários.
Outras atividades realizadas são o leilão de gado, que ocorre logo após a missa sertaneja, e que tem
como prendas doações dos proprietários rurais do município, e o chá beneficente, que ocorre por meio de
doações da comunidade.